# 白帶眶鋸雀鯛
白帶眶鋸雀鯛（学名：Stegastes albifasciatus），又名白帶高身雀鯛、厚殼仔，为輻鰭魚綱鱸形目雀鯛科眶鋸雀鯛屬下的一个种，于1839年由赫爾曼·施萊格爾和Salomon Müller描述及命名。分布於印度太平洋區，從塞席爾群島至土阿莫土群島，北至琉球群島，南至新喀里多尼亞海域，深度0至4公尺，本魚體呈橢圓形而側扁，吻短而鈍圓，口中型，具頜齒，小而呈圓錐狀，眶下骨裸出，下緣具鋸齒，前鰓蓋骨後緣具鋸齒，下鰓蓋骨後緣無鋸齒，體被櫛鱗，身體呈深棕色至黑色，眶下大部分為藍色，頭部側面有藍色斑點，體側大部分鱗片有藍色橫紋，除胸鰭半透明外，其他魚鰭深褐色至黑色，後背鰭條基部有一個黑點，背鰭硬棘12枚、背鰭軟條15-16枚、臀鰭硬棘2枚、臀鰭軟條12-14枚，體長可達13公分，棲息在珊瑚礁、潟湖及岩礁，以藻類為食，具領域性，可做為觀賞魚。